# Aniplex
Aniplex Inc (株式会社アニプレックス, Kabushiki Kaisha Anipurekkusu) és una empresa japonesa de producció i distribució d'anime, succursal a 100% de Sony Music Entertainment Japan, i establerta el gener de 1997.
Va crear i distribuir diverses sèries com Fullmetal Alchemist, Blood: The Last Vampire, Rurouni Kenshin, igual que amb diversos intèrprets i compositors musicals per a la realització de bandes sonores d'aquestes sèries i de diversos videojocs de Sony Computer Entertainment.
Creada originalment el 1997 amb el nom de Sony Pictures Entertainment Visual Works Inc. (SPE) va canviar el seu nom el 2001 en Sony Music Entertainment Visual Works Inc. (SME). L'abril de 2003, va prendre el seu nom actual Aniplex Inc.

## Animes produïts
Aniplex ha produït les següents sèries:
- Gakuen Alice
- Angel Heart
- Ayakashi Ayashi
- Baccano!
- Bleach
- Blood+
- Blood: The Last Vampire
- Cyborg Kurochan
- City Hunter
- D.Gray-man
- Demashita! Powerpuff Girls Z
- FLAG
- Fullmetal Alchemist
- Fullmetal Alchemist: Conquistador de Shamballa
- Gakkou no Kaidan (Ghost Stories)
- Ginban Kaleidoscope
- Gintama
- Gravitation
- Great Teacher Onizuka (GTO)
- Harukanaru Toki no Naka de ~Maihitoyo~
- Honey and Clover
- I'll CKBC
- Idaten Jump
- Jagainu-kun
- Jigoku Shoujo
- King of Bandit Jing
- Kage Kara Mamoru!
- Kamichu
- Kenichi
- Kiba
- Kikaider-01 - The Animation - Guitar wo Motta Shonen
- King of Bandit Jing
- Le Portrait de Petit Cossette
- Mezame No Hakobune (Open Your Mind)
- Mirage of Blaze: Rebels of the River Edge
- Naruto
- Nerima Daikon Brothers
- Otohime Connection
- Paradise Kiss
- Paprika
- Petite Cossette
- R.O.D the TV
- Read or Die
- Roujin Z
- Rurouni Kenshin
- Samurai X: Confiança i Traïció
- Seikimatsu Occult Gakuin
- Shijō Saikyō no Deshi Kenichi
- So・Ra・No・Wo・To
- Submarine 707R
- Tekkonkinkreet
- Tengen Toppa Gurren-Lagann
- Terra e...
- Yakitate!! Japan